# Jurica Pavičić
Jurica Pavičić (Split, 2. studenog 1965.) hrvatski je pisac, kolumnist, filmski kritičar i filmolog.

## Životopis
Srednju je školu završio u Splitu, a diplomirao je povijest i svjetsku književnost na Sveučilištu u Zagrebu. Radi kao filmski kritičar i kolumnist raznih novina (Slobodna Dalmacija, Vijenac, Zarez, Nedjeljna Dalmacija, Jutarnji list...) još od 1989. godine.
Dobitnik je najznačajnijih hrvatskih priznanja za novinarstvo i filmsku kritiku. Doktorirao je filmološkom temom na Filozofskom fakultetu u Zagrebu pod mentorstvom Hrvoja Turkovića s Akademije dramske umjetnosti u Zagrebu (disertacija je objavljena kao knjiga Postjugoslavenski film: Stil i ideologija).
Potpisnik je Deklaracije o zajedničkom jeziku u kojoj se tvrdi da se u Hrvatskoj, Bosni i Hercegovini, Srbiji i Crnoj Gori govore nacionalne standardne varijante zajedničkog policentričnog standardnog jezika.

## Djela
Romani:
- Ovce od gipsa, 1997.
- Nedjeljni prijatelj, 2000.
- Minuta 88, 2002.
- Kuća njene majke, 2005.
- Crvenkapica, 2006.
- Žena s drugog kata, 2015.
- Crvena voda, 2017.

Drame:
- Trovačica, 2000.

Zbirke kratkih priča:
- Patrola na cesti, 2008.
- Brod u dvorištu, 2013.
- Skupljač zmija, 2019.

Scenarij za film:
- Svjedoci, 2003., zajedno sa Živkom Zalarom

Ostalo:
- Vijesti iz Liliputa, 2001.
- Postjugoslavenski film: Stil i ideologija, 2011.
- Klasici hrvatskog filma jugoslavenskog razdoblja, 2017.
- Knjiga o jugu, 2018.

Neka su mu djela prevedena na engleski, njemački, talijanski, francuski i bugarski jezik.

### Filmovi snimljeni po djelima
Film Vinka Brešana Svjedoci snimljen je prema njegovu romanu Ovce od gipsa. Po naslovnoj priči zbirke Patrola na cesti snimljena je kriminalistička miniserija redatelja Zvonimira Jurića koja je na Pulskom filmskom festivalu dobila nagradu za najbolju hrvatsku dramsku seriju.

## Nagrade
Nagrađen je Nagradom Vladimir Vuković 1993. godine za svoj rad kao filmski kritičar, za svoju kolumnu Vijesti iz Liliputa dobio je nagradu Marija Jurić Zagorka 1996., a dobio je i druge novinarske nagrade uključujući nagradu za novinara godine Hrvatskog novinarskog društva 2014. godine.
Za scenarij filma Svjedoci nagrađen je Zlatnom arenom za scenarij festivala u Puli.
Njegov roman Crvena voda osvojio je nagradu Fric 2017. godine, Gjalski 2018., Le Point du Polar européen za najbolji krimić europskog autora napisan ili preveden na francuski jezik 2021. godine, Grand prix de littérature policière 2021. i Prix Mystère de la critique 2022. godine. Nominiran je i za Nagradu Meša Selimović 2017. godine.